# Newton Ben Katanha
Newton Ben Katanha (* 3. Februar 1983 in Seke) ist ein simbabwischer ehemaliger Fußballspieler.

## Werdegang
Der Stürmer Newton Ben Katanha begann seine Profikarriere beim Verein CAPS United aus der simbabwischen Hauptstadt Harare. Im Sommer 1999 wechselte er zum österreichischen Erstligisten Austria Salzburg, für den er aber nur zweimal auflief. Ben Katanha wechselte daraufhin zum Zweitligisten BSV Bad Bleiberg, wo er im 51 Spielen 15 Mal traf. Im Sommer 2003 ging er zum deutschen Zweitligisten Arminia Bielefeld. Mit einem Treffer in 22 Spielen hatte er seinen Anteil am Aufstieg der Arminia in die Bundesliga. 
Ben Katanha wechselte nach Saisonende zum MPPJ Selangor aus Malaysia und spielte danach ein Jahr beim russischen Verein Spartak Naltschik, wo er allerdings nur einen Einsatz erhielt und unmittelbar danach ein halbes Jahr arbeitslos war. Im Sommer 2007 wechselte Ben Katanha zum Schweizer Zweitligisten FC Schaffhausen, für den er in drei Jahren 29 Tore erzielte. Es folgten drei Jahren beim FC Winterthur. Seit Sommer 2014 spielt Ben Katanha für den Verein Phnom Penh Crown aus Kambodscha.
Zwischen 2001 und 2005 spielte Ben Katanha drei Mal für die simbabwische Nationalmannschaft, blieb dabei allerdings ohne Torerfolg.